# Wunschkind
Albums de Oomph!
Defekt
(1995) Unrein
(1998)
Wunschkind est le quatrième album du groupe allemand de metal industriel Oomph!, sorti en 1996.

## Liste des chansons
1. Born - Praised - Kissed - 7:30
2. Wunschkind - 5:33
3. You've Got It - 5:34
4. Down In This Hole - 4:19
5. Walsungenblut - 2:26
6. Krüppel - 3:35
7. My Soubrette - 6:34
8. Mind Over Matter - 4:33
9. Filthy Playground - 3:51
10. I.N.R.I Vs. Jahwe - 5:15
11. Song for Whoever - 4:17
12. Der Alptraum Der Kindheit - 2:25